# Sporetus probatioides
Sporetus probatioides är en skalbaggsart som beskrevs av Bates 1864. Sporetus probatioides ingår i släktet Sporetus och familjen långhorningar.
Artens utbredningsområde är Paraguay. Inga underarter finns listade i Catalogue of Life.